# Konzentrationslager Chaidari

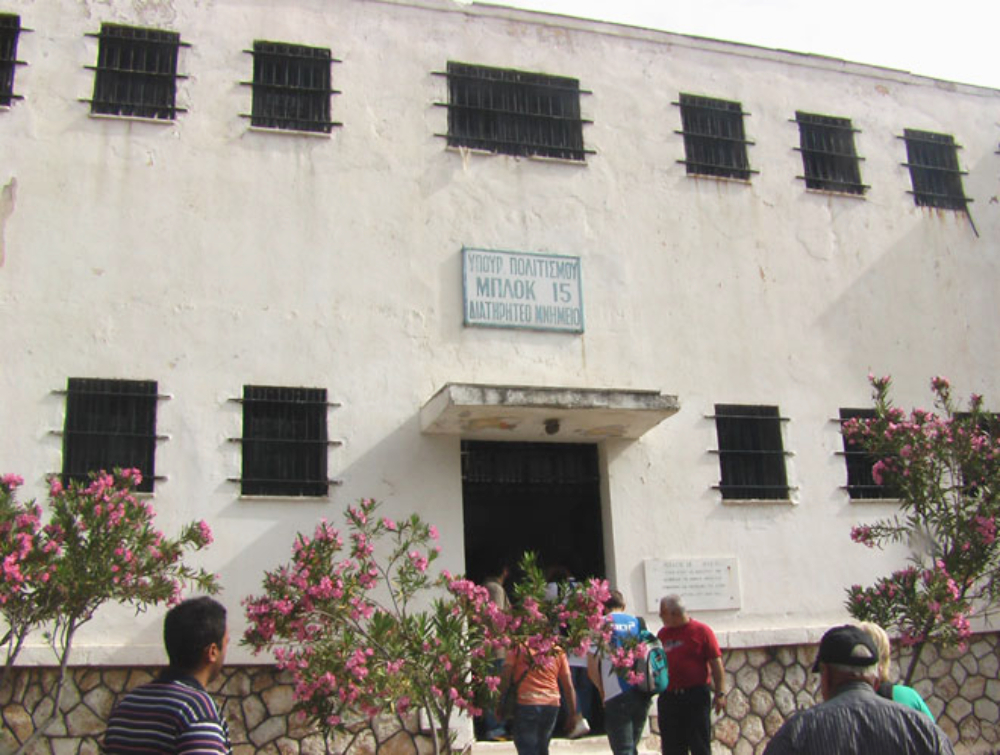
KZ Chaidari, Block 15 (2009)

Das Konzentrationslager Chaidari, kurz KZ Chaidari,  war während des Zweiten Weltkriegs zunächst ein italienisches, dann ein deutsches Konzentrationslager, das während der deutschen Besatzung Griechenlands im Athener Ortsteil Chaidari von der Schutzstaffel (SS) mit Unterstützung von Wehrmacht und Gestapo  betrieben wurde.

## Geschichte, Funktion, Massenmorde
Das zunächst ab dem 3. September 1943 von der italienischen Besatzungsmacht als zentrales Gefängnis und Gefangenenlager (campo di concentramento Chaidari) nordwestlich der griechischen Hauptstadt Athen auf einem Militärgelände in Chaidari betriebene Lager wurde nach der Kapitulation Italiens am 8. September 1943 an die deutsche Wehrmacht übergeben. Am 20. Oktober 1943 wurde es der SS unter dem für Griechenland zuständigen Befehlshaber der Sicherheitspolizei und des SD (BdS) Walter Blume unterstellt.

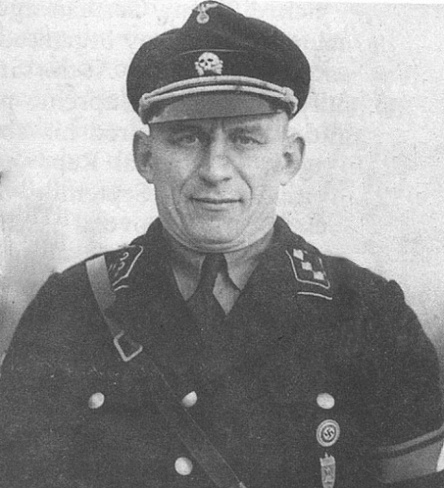
Paul Radomski, SS-Kommandant

Lagerkommandant war der SS-Sturmbannführer Paul Radomski, ein sogar in seinen SS-Personalakten als „primitiv, […] einer der alten Schläger“ aus der Kampfzeit der NSDAP beschriebener früher Weggefährte Reinhard Heydrichs, der zuvor bereits im Konzentrationslager Syrez in der besetzten Ukraine ein Schreckensregiment geführt hatte. 1944 wurde Radomski wegen Brutalitäten gegenüber seiner Ordonnanz degradiert und zu sechsmonatiger Haft verurteilt. Sein Nachfolger wurde Untersturmführer Karl Fischer.
Das Lagerinnere wurde von volksdeutschen Mitgliedern der Waffen-SS aus Ungarn und Rumänien bewacht, während die Außenwache aus Wehrmacht und italienischen Truppen bestand.
Das Lager diente vor allem der Aufnahme der zahlreichen Gefangenen, die bei den häufigen Razzien in verschiedenen Teilen Athens zur Unterbindung des Widerstands verhaftet wurden.
Diese Gefangenen wurden von den verschiedenen Dienststellen der Besatzungsmacht, unter anderem vom Gefängnis der Gestapo in der Merlinstraße im Zentrum Athens, nach Chaidari verbracht. Neben Widerstandskämpfern wurden willkürlich zu Geiseln Genommene inhaftiert, ferner war Chaidari Durchgangsstation für jüdische Griechen, die in die deutschen Vernichtungslager in Polen deportiert wurden.
Die durchschnittliche Zahl der Gefangenen belief sich auf 2.000 Personen. Insgesamt waren während der ein Jahr währenden Benutzung im Lager etwa 20.000 Häftlinge gefangen. Viele davon wurden nach Deutschland deportiert, 1.900 am Schießstand von Kesariani oder in Dafni ermordet.
Viele Athener Juden, aber auch Juden aus anderen Teilen Griechenlands – so etwa allein aus Rhodos fast 1.700 Menschen – wurden von Chaidari aus in das Vernichtungslager Auschwitz-Birkenau zur Ermordung deportiert.
Im Lager Chaidari waren Unterernährung, Zwangsarbeit und Folterungen an der Tagesordnung. Bis zur Ablösung Radomskis wurden 1.800 Menschen ermordet. Davon starben 300 an den Folgen von Folter in Chaidari oder im Gestapo-Hauptquartier in Athen. Die erste Exekution überhaupt im Lager nahm Radomski persönlich vor. Ein jüdischer Häftling wurde erschossen, weil er aus dem Arrest ausgebrochen sei. Die Erschießung erfolgte nicht nur zur Warnung der anderen Häftlinge, sondern auch um ihre Moral zu brechen und die allgegenwärtige Bedrohung ihres Lebens aufzuzeigen.
Legendär waren die Bewohner des Saals 1, 260 überwiegend kommunistische politische Gefangene. 200 dieser Männer wurden am 1. Mai 1944 am Schießstand von Kesariani als Repressalie wegen eines Attentats auf den deutschen General Franz Krech bei Molai in Lakonien erschossen.
Mit dem Rückzug der Wehrmacht bereitete auch der BdS (Polizeiführer) im August 1944 den Abzug aus Athen vor. Blume wollte vorher noch diejenigen Insassen liquidieren lassen, denen er eine führende Rolle in der griechischen Politik zutraute. Er konnte sich aber nicht gegen die Gesandtschaft und Wehrmacht durchsetzen. Beginnend vom 4. September 1944 wurden rund 3.000 Häftlinge entlassen. Von den verbleibenden etwa 200 wurden 60 bis 70 in Chaidari, weitere 72 in Dafni bei Athen und die meisten Übrigen, einschließlich der Dolmetscher des BdS, im Keller der BdS-Dienststelle erschossen.

## Nach 1945

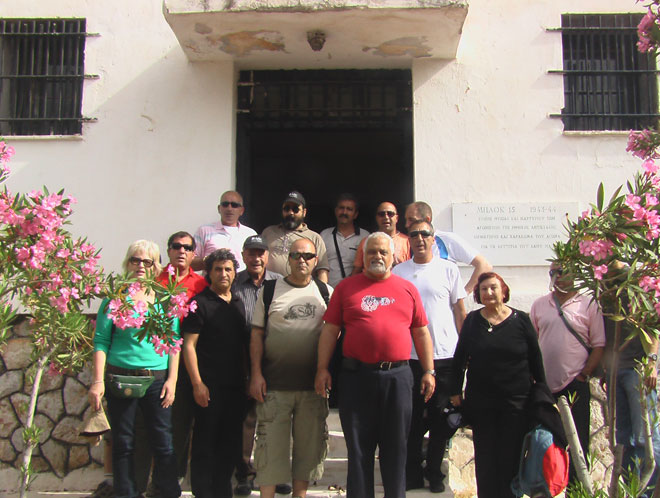
KZ-Überlebende und Familienmitglieder, 2009

Am 14.  September 1952 wurde ein Ermittlungsverfahren gegen Radomski, Fischer und andere wegen Hinrichtung von Geiseln, Morden, Folterungen, Internierung unter unmenschlichen Bedingungen und Terror eingeleitet. Nach einer vertraulichen Vereinbarung zwischen dem griechischen Regierungschef Karamanlis und Bundeskanzler Konrad Adenauer wurden die Ermittlungen 1959 durch die Staatsanwaltschaft eingestellt, da die Beschuldigten nicht auffindbar seien.
Am 11. Oktober 2018 besuchte Bundespräsident Frank-Walter Steinmeier die KZ-Gedenkstätte Chaidari und bat um Verzeihung für die Verbrechen während der Zeit der deutschen Besatzung.

## Film
Der Kinofilm Die letzte Notiz von Pantelis Voulgaris aus dem Jahr 2017 handelt von den letzten Tagen und der Hinrichtung der 200 politischen Gefangenen am 1. Mai 1944.